# Ganløse Motorløb
Ganløse Motorløb er en dansk dokumentarisk optagelse fra 1937.

## Handling
Tre optagelser:

1) Cykelløb på indendørsbanen i Forum i København.

2) En flydekran sætter den sidste sektion af Storstrømsbroen på plads. Nogle af de samme optagelser ses i filmen Storstrømsbroens Bygning.

3) Motorløb på Ganløse Terræn- og Motorbane. Muligvis fra et løb 5. september 1937, hvor den nye rundbane bliver indviet.